# Kantikum
Termín kantikum (z lat. canticum - píseň) označuje v církevním kontextu (liturgickém, řidčeji biblistickém) biblickou pasáž z knihy jiné než knihy Žalmů, která má literární formu žalmu, nebo je přímo v biblickém textu označena jako text písňový/poetický, nebo je za takový považována, nebo je užívána v odpovídající liturgické funkci.
Podle částí bible, ze kterých jsou vybrána, se rozlišují kantika starozákonní, evangelijní a nověji také (až s liturgickou reformou do denní modlitby církve jako nový element zavedená) kantika novozákonní. Každá z těchto kategorií kantik má v západní liturgii specifickou funkci.

## Kantika užívaná v římském ritu

### Evangelijní kantika
jsou vybrána z prvních kapitol Lukášova evangelia.
- Lk 1, 68–79 (Kral, ČEP) - Zachariášovo kantikum (Benedictus)
- Lk 1, 46–55 (Kral, ČEP) - kantikum Panny Marie (Magnificat)
- Lk 2, 29–32 (Kral, ČEP) - Simeonovo kantikum (Nunc dimittis)

### Starozákonní kantika
pocházejí z knih Starého zákona kromě knihy Žalmů.
Tradiční repertoáɾ římského breviáře (v pořadí podle dnů v týdnu):
- Dan 3, 57–88 (Kral, ČEP) - kantikum tří mládenců (deuterokanonický oddíl, v překladech založených na hebrejském kánonu chybí)
- Iz 26, 9–10 (Kral, ČEP)
- Iz 38, 9–20 (Kral, ČEP) - modlitba Ezechiášova
- 1Sam 2, 1–10 (Kral, ČEP)
- Ex 15, 1–19 (Kral, ČEP) - Mojžíšova píseň
- Abk 3, 1–19 (Kral, ČEP)
- Dt 32, 1–43 (Kral, ČEP)

Další starozákonní kantika byla do breviáře přibrána reformou za pontifikátu Pia X. (1912) a opět po Druhém vatikánském koncilu (pro úplný výčet viz rejstřík kantik na konci každého svazku breviáře).
Mnišské oficium má repertoár bohatší o kantika pro závěrečný nokturn nedělního a svátečního matutina.

### Novozákonní kantika
pocházejí z knih Nového zákona kromě evangelií.
- Flp 2, 6–11 (Kral, ČEP)
- Zj 19, 1–7 (Kral, ČEP) (volnější výběr veršů)
- 1Petr 2, 21–24 (Kral, ČEP)
- Ef 1, 3–10 (Kral, ČEP)
- Zj 4, 11 – 5, 12 (Kral, ČEP) (výběr veršů)
- Kol 1, 12–20 (Kral, ČEP)
- Zj 11, 17 – 12, 12 (Kral, ČEP) (výběr veršů)
- Zj 15, 3–4 (Kral, ČEP)
- 1Tim 3, 16 (Kral, ČEP)

Některé pokoncilní varianty rozložení žaltáře pro mnišské oficium používají jako novozákonní kantika i další texty.

## Liturgická funkce

### Římský ritus
Tři evangelijní kantika se zpívají každodenně a představují nejslavnostnější moment dané hodinky – Benedictus v ranních chválách, Magnificat v nešporách a Nunc dimittis v kompletáři.
Jedno starozákonní kantikum se každodenně zpívá v rámci psalmodie ranních chval.
V mnišském oficiu se ze starozákonních kantik skládá také psalmodie posledního nokturnu nedělního a svátečního matutina. Od liturgické reformy je podobné uspořádání pojato jako volitelný prvek i do římského oficia, kde se může modlitba se čtením slavit jako tkzv. prodloužená vigilie, rozšířená o druhý nokturn, jehož psalmodie se skládá ze tří starozákonních kantik.
Jedno novozákonní kantikum se od liturgické reformy každodenně zpívá v rámci psalmodie nešpor.

### Východní rity
Termín kantikum se v češtině používá jen v rámci západní liturgické terminologie, ale řada odpovídajících biblických textů se užívá i ve východních liturgiích, např. v byzantském ritu jako tzv. ódy v rámci kánonu.